# Рейтинг стадионов УЕФА
Рейтинг стадионов УЕФА — правила УЕФА, определяющие к какой категории относится стадион (ранее УЕФА вместо категорий ранжировало стадионы по звёздности). В настоящий момент европейские стадионы могут быть 1-й, 2-й, 3-й и 4-й категории (до сезона 2010/11 4-я категория называлась Элитной). Система была введена в 2006 году, до этого УЕФА использовала 5-звёздную систему рейтинга стадионов.

## Основные различия между категориями
| Критерий                                                           | Категория 1                                   | Категория 2                                 | Категория 3               | Категория 4                     |
| ------------------------------------------------------------------ | --------------------------------------------- | ------------------------------------------- | ------------------------- | ------------------------------- |
| Футбольное поле                                                    | от 100 до 105 м длины, от 64 до 68 м ширины   | от 100 до 105 м длины, от 64 до 68 м ширины | 105 м длины, 68 м ширины  | 105 м длины, 68 м ширины        |
| Минимальный размер судейской раздевалки                            | не определён                                  | не определён                                | 20 м²                     | 20 м²                           |
| Минимум мощности освещения                                         | по усмотрению ТВ-компании                     | 800 люкс, подсветка поля                    | 1400 люкс, подсветка поля | 1400 люкс, во всех направлениях |
| VIP паркинг, минимум мест                                          | 20                                            | 50                                          | 100                       | 150                             |
| Наличие на стадионе стоячих мест                                   | да                                            | нет                                         | нет                       | нет                             |
| Минимальное количество зрителей                                    | 200                                           | 1500                                        | 4500                      | 8000                            |
| Минимальное число мест для VIP зрителей                            | 50                                            | 100                                         | 250                       | 500                             |
| VIP места для болельщиков команды гостей                           | 10                                            | 20                                          | 50                        | 100                             |
| VIP зона гостеприимности                                           | не определено                                 | не определено                               | не определено             | 400 м2                          |
| Минимум пространства зоны работы СМИ                               | 50 м2                                         | 100 м2 для 50 человек                       | 100 м2 для 50 человек     | 200 м2 для 75 человек           |
| Минимальное количество фотографов                                  | не определено                                 | не определено                               | 15                        | 25                              |
| Минимум пространства для платформ ТВ-камер                         | 4 м2 для мин. 1 камеры                        | 6 м2 для 2 камер                            | 6 м2 для 2 камер          | 10 м2 для 4 камер               |
| Минимальное количество мест в пресс-ложе                           | 20, 5 из них со столами                       | 20, 10 из них со столами                    | 50, 25 из них со столами  | 100, 50 из них со столами       |
| Минимальное количество мест спортивных комментаторов               | 2                                             | 3                                           | 5                         | 25                              |
| Минимальное количество ТВ-студий                                   | 1 комната, которая может быть переоборудована | 1                                           | 2                         | 2, минимум 1 с видом на поле    |
| Минимальное количество позиций для послематчевых интервью          | не определено                                 | не определено                               | не определено             | 4                               |
| Минимальная площадь мест для парковки микроавтобусов ТВ-трансляций | 100 м2                                        | 200 м2                                      | 200 м2                    | 1000 м2                         |
| Минимальное количество мест в комнате для пресс-конференций        | 1                                             | 30                                          | 50                        | 75                              |

## Критерии соответствия категориям

### Критерии соответствия 1-й категории
Для получения статуса 1-й категории, стадион должен соответствовать данным критериям:
- Размер футбольного поля: 100—105 м длины, 64-68 м ширины.
- Мощность освещения согласована с показывающей ТВ-компанией.
- 20 мест на VIP-паркинге.
- Наличие на стадионе стоячих мест.
- 200 сидячих мест, 50 мест для VIP-зрителей и 10 мест для болельщиков команды гостей.
- 50 квадратных метров пространства зоны работы СМИ.
- 4 квадратных метра для минимум 1 камеры пространства для платформ ТВ-камер.
- 20 мест в пресс-ложе, из них 5 со столами.
- 2 места для спортивных комментаторов.
- 1 ТВ-студия, которая может быть переоборудована.
- Площадь мест для парковки микроавтобусов ТВ-трансляций равна 100 квадратным метрам.
- Минимум 1 место в пресс-конференц зале.

### Критерии соответствия 2-й категории
Для получения статуса 2-й категории, стадион должен удовлетворять следующим требованиям:
- Размеры футбольного поля: длина — 100—105 м., ширина — 64-68 м.
- Мощность освещения — 800 люкс + подсветка поля.
- 50 мест на VIP-паркинге.
- Все места сидячие, не менее 1500 посадочных мест, 100 мест для VIP-зрителей и 20 VIP-мест для болельщиков команды гостей.
- Пространство зоны работы СМИ — 100 квадратных метров для 50 человек.
- Пространство для платформ ТВ-камер — 6 квадратных метров для 2 камер.
- 20 мест в пресс-ложе, из них 10 со столами.
- 3 места для спортивных комментаторов.
- Наличие ТВ-студии.
- Площадь мест для парковки микроавтобусов ТВ-трансляций равна 200 квадратных метров.
- 30 мест в комнате для пресс-конференций.

### Критерии соответствия 3-й категории
Для получения статуса 3-й категории, стадион должен удовлетворять дополнительно следующим требованиям:
- Стадион должен иметь судейскую комнату размером, по крайней мере, 20 квадратных метров, которая должна иметь минимум два душа, один индивидуальный туалет, шесть стульев и стол.
- Стадион должен быть оборудован системой освещения, поддерживающей минимальную освещённость 1200 люкс для неподвижных камер и 800 люкс для мобильных камер.
- Чтобы гарантировать, что матч может продолжиться в случае перебоя в питании, стадион должен иметь независимую поставку резервного питания, обеспечивающую по крайней мере, две трети эквивалентного света.
- Стадион должен иметь не менее 4500 мест.
- Стадион должен иметь контрольный пункт, обеспечивающий хороший обзор внутри стадиона и оснащенный средствами связи.
- Стадион должен иметь как минимум 250 VIP мест, 50 из которых должны быть зарезервированы для команды гостей.
- Стадион должен иметь площадь рабочей среды не менее 100 квадратных метров, для размещения минимум 50 представителей СМИ. Должно быть предусмотрено рабочее пространство для размещения по крайней мере 15 фотографов, если это возможно отдельная, полностью оборудованная рабочая зона. Основная платформа должна быть не менее 6 м, чтобы разместить две камеры.
- Пресс-ложе для представителей средств массовой информации должно иметь не менее 50 мест, которые должны быть оборудованы столами.
- Стадион должен иметь по крайней мере пять мест для работы комментаторов.
- Стадион должен быть оборудован по меньшей мере двумя телевизионными студиями 5 м длиной 5 м шириной и 2,3 м высотой.
- Стадион должен иметь площадку для ПТС площадью не менее 200 м².
- Стадион должен иметь зал для пресс-конференции или специальное помещение для СМИ.
- Рабочая зона должна быть доступна, оснащена столом, платформой для камер, подиумом, звуковой системой и стульями. Эта комната должна иметь не менее 50 мест для представителей СМИ.
- Пространства между раздевалками и стоянками должны быть доступны и зарезервированы для командных автобусов.

### Критерии соответствия 4-й категории
Вместимость стадионов 4-й категории должна составлять не менее 8000 зрителей, и соответствовать некоторым другим дополнительным критериям. 
Для получения статуса 4-й категории сооружение должно в обязательном порядке соответствовать следующим параметрам:
- Все места на трибунах должны быть сидячими, минимальная вместимость стадиона — 8000 посадочных мест, оборудованных индивидуальными сиденьями.
- Размеры поля 105 х 68 метров (возможны небольшие отклонения), идеальное ровное покрытие и наличие дренажной системы.
- Игровая поверхность должна быть либо травяной, либо искусственной, прошедшей лицензирование ФИФА.
- Наличие минимум 13 мест на каждой из скамеек запасных.
- Первоклассные раздевалки для команд и судейской бригады с минимальным расчётом на 25 человек для каждой из команд.
- Наличие на стадионе специализированной комнаты для взятия анализа крови на применение допинга и оказания первой медицинской помощи.
- Бесперебойная работа всей системы камер внутреннего наблюдения, охватывающая полностью всех зрителей, присутствующих на стадионе и окружающую стадион территорию, наличие специализированной комнаты видеоконтроля.
- Наличие возможности размещения на ложе стадиона 500 VIP гостей и 75 журналистов.
- Система освещения мощностью 1400 Люкс.
- Наличие на стадионе трёх ТВ-студий.
- Площадь мест для парковки микроавтобусов ТВ-трансляций должна быть равна 1000 квадратным метрам.
- Минимум 75 мест в пресс-конференцзале.
- 150 мест на VIP-паркинге.
- 4 позиции для послематчевых интервью.
- 25 мест для спортивных комментаторов.

## Использование
В соответствии с Регламентом Лиги чемпионов УЕФА и Лиги Европы УЕФА, для проведения на них встреч в рамках этих соревнований — на стадии первого, второго и третьего квалификационного раунда — стадионы должны соответствовать, по крайней мере, критериям категории 2. Полуфинальная игра должна пройти минимум на стадионе 3-й категории, финал может быть проведён только на стадионе четвёртой категории.
Суперкубок УЕФА проводился на стадионе, соответствующем категории 3 по настоящим правилам.
Чемпионат Европы среди сборных команд до 21 года проводится на стадионах, соответствующих критериям 2-й категории. Заключительный этап этого соревнования должен проводиться на стадионах минимум 3-й категории. Матчи Лиги Чемпионов УЕФА среди женщин весь квалификационный раунд, а также финальная часть игр, вплоть до полуфинальных, могут проводиться на стадионе 1-й категории.

### Дополнительные данные
Если на стадионе наличествуют подвижные элементы крыши, использование данных элементов отдельно регламентируется в каждом отдельном случае в ходе консультаций между представителями делегации УЕФА и главным арбитром данной встречи.
Невзирая на то, что минимальное количество посадочных мест для стадиона элитного класса определяется числом 8000, для проведения финалов Лиги Европы никогда не выбирался стадион с количеством мест менее 40 000, а для проведения финалов Лиги чемпионов УЕФА не выбирался стадион с количеством сидений для болельщиков менее 60 000. В настоящий момент данные параметры отбора официально регулируются редакцией правил, опубликованных в 2006 году к Финалу Лиги чемпионов УЕФА 2007, президент УЕФА Мишель Платини заявил, что ему хотелось бы впредь видеть проведение матчей финала европейских кубков на стадионах, имеющих не менее 70 000 посадочных мест, по соображениям безопасности. Стадионы, на которых проводились финальные игры Лиги чемпионов 2010 и 2011 годов, мадридский стадион «Сантьяго Бернабеу» и «Уэмбли», вмещают более 70 000 зрителей, равно как и «Олимпийский стадион» в Риме, принимавший финал Лиги чемпионов 2009 года. «Уэмбли», принимавший финал Лиги чемпионов 2011 года, способен принять 90 000 зрителей. Мюнхенская «Альянц Арена», принимавшая 19 мая 2012 года финал Лиги чемпионов, вмещает 75 000 зрителей.